# Diego Xaraba
Diego Xaraba (ur. ok. 1652 w Daroca, zm. 23 kwietnia 1716 w Madrycie) – hiszpański kompozytor i organista. Siostrzeniec Pabla Bruno. Do dziś zachowało się kilka jego utworów.